# Kenneth Howard (1er comte d'Effingham)
Kenneth Alexander Howard (29 novembre 1767 – 13 février 1845) est un pair et général britannique.

## Jeunesse
Son père, Henry Howard (14 janvier 1736 – 10 septembre 1811), est le fils du lieutenant-général Thomas Howard et un descendant de William Howard (1er baron Howard d'Effingham). Sa mère, Maria Mackenzie (1751 – 29 janvier 1826), est la petite-fille de William Mackenzie (5e comte de Seaforth) et d’Alexander Stewart (6e comte de Galloway). De 1781 à 1786, il est page d'honneur de George III.

## Carrière militaire
Le 21 avril 1786, Howard est nommé enseigne des Coldstream Guards et sert avec son régiment en Flandre de février 1793 à mai 1795, après avoir été blessé à Saint-Amand-les-Eaux le 8 mai 1793. Il est promu lieutenant et capitaine le 25 avril 1793 (en tant qu'adjudant de son régiment de décembre 1793 à décembre 1797), capitaine-lieutenant et lieutenant-colonel le 30 décembre 1797 et major de brigade des gardes à pied le 17 avril 1798. Il remplit ses fonctions tout au long de la rébellion irlandaise de cette année-là et de l'Invasion anglo-russe de la Hollande en 1799, où il est présent dans toutes les actions. Il est nommé capitaine de vaisseau et lieutenant-colonel le 25 juillet 1799. Il est lié aux troupes étrangères du service anglais en qualité d'inspecteur général adjoint, d'inspecteur général et de commandant du dépôt étranger. Il démissionne de ce dernier poste après avoir été nommé colonel et aide de camp du roi le 1er janvier 1805. Il devient second commandant de son régiment le 4 août 1808 et major général le 25 juillet 1810.
En janvier 1811, Howard rejoint l'armée en Espagne et est placé à la tête d'une brigade de première division, succédant à sir William Erskine (Wellington Supplément Despatches, XIII, 544). En juillet suivant, il est transféré à la deuxième division, qu'il commande en tant qu'officier supérieur de Lord Hill jusqu'en août 1812. En novembre de la même année, il est choisi pour commander la 1re brigade de gardes de la première division et commande toute la division sous Sir John Hope de juin 1813 à la fin de la guerre. Il assiste aux batailles de Fuentes de Oñoro, Arroyo de Molinos et Almaraz et, à ces deux occasions, est spécialement félicité pour sa bravoure. Il participe de façon continue aux opérations sur la frontière, en 1813-1814, et reçoit la médaille et une agrafe pour Vitoria et le passage de la Nive. À la fin de la guerre, il devient lieutenant-gouverneur de Portsmouth et officier général du district Sud-Ouest. Ses fonctions l'empêchent de rejoindre l'armée en Belgique, mais après Waterloo, il est placé à la tête de la première division de l'armée britannique pendant l'occupation de Paris, avec rang de lieutenant général.
Il succède à son cousin éloigné, Richard Howard (4e comte d'Effingham) en tant que baron Howard d’Effingham en 1816. En 1837, il est créé comte d'Effingham.

## Famille
Lord Effingham épouse Lady Charlotte Primrose (vers 1776 – 17 septembre 1864), fille de Neil Primrose, 3e comte de Rosebery, le 27 mai 1800, dont il a cinq enfants :
- Lady Charlotte Howard (30 octobre 1803 – 8 mars 1886).
- Henry Howard (2e comte d'Effingham).
- Charles Howard (6 décembre 1807 – 8 mars 1882).
- Lady Arabella Georgina Howard (25 janvier 1809 – 10 décembre 1884), épouse Francis Baring (1er baron Northbrook) (deuxième épouse).
- Révérend Hon. William Howard (23 avril 1815 – 12 mai 1881).